# 長谷川あかり
長谷川 あかり（はせがわ あかり、1996年〈平成8年〉1月5日 - ）は、日本の料理家、管理栄養士、女優、タレント。
埼玉県さいたま市出身。特技は極真空手初段。目黒日本大学高等学校（当時・日出高等学校）、東京家政大学短期大学部を経て、東京家政大学卒業。『天才てれびくんMAX』てれび戦士で知られている（出演期間2007年〈平成19年〉度 - 2009年〈平成21年〉度）。

## 略歴
4歳の時にダンス教室に通い始める。
女優を志し、2006年（平成18年）、avex audition2006に合格、エイベックス・アーティストアカデミーに入校し芸能界入り。2007年（平成19年）から2010年（平成22年）まで、『天才てれびくんMAX』てれび戦士を務めるなど子役として活躍した。2010年（平成22年）夏、NASAエンターテインメント（2013年〈平成25年〉からは同一所在地のTGプロモーション）に移籍。2014年（平成26年）12月、ヤザ・パパ所属。2018年（平成30年）5月23日、結婚により芸能界を引退。芸能界を引退後はリカレント教育で東京家政大学短期大学部に入学し、栄養士の資格を取得。2020年（令和2年）に管理栄養士の資格取得を目指すため、東京家政大学3年時に編入する。2022年（令和4年）3月、東京家政大学を卒業。大学卒業後は料理家として活動。キユーピー3分クッキング講師を務めている。

## 人物
小学1年生から中学2年生まで極真空手を習う。2014年（平成26年）、錦織一清演出の舞台『熱海殺人事件〜クォリファイングトライアル〜』では当初予定になかった空手シーンも行う。2015年（平成27年）の舞台『壊れた恋の羅針盤』のヒロイン、カトリーヌ・マリエール役を演じるなど、本格女優としての飛躍を期待されていたが、2018年（平成30年）5月23日、結婚により芸能界を引退。大学では講習栄養学を学ぶ。大学在学中からスープ作家の有賀薫のアシスタントを務める。2022年（令和4年）3月25日、管理栄養士の資格を取得。

## 出演

### 舞台
- 東京俳優市場2011冬（2011年）フミカ 役 - Bキャスト[23][24]。
- 君死にたまふことなかれ（2012年）石川早苗 役[25]
- 東京俳優市場2012春（2012年） - Aキャスト[26]
- 熱海殺人事件〜クォリファイングトライアル〜（2014年）水野婦人警官 役、山口アイ子 役[27]
- リーディングドラマ はつ恋（2014年）ヒロイン 役[28]
- 壊れた恋の羅針盤（2015年）カトリーヌ・マリエール 役[20]
- 軽くフィクション（2016年）江崎理沙 役 - チームB[29]。
- 隣のきのこちゃんpart2〜プロポーズはオドローゼ〜（2016年） - 里久鳴祐果の代役[30]。
- 日本香堂謝恩観劇ツアー 愛のお荷物（2016年）[31]
- エムキチビート第十三廻公演 アイ ワズ ライト（2016年）タイガー・リリー 役[32]
- エムキチビート第十四廻公演 赫い月（2016年）明日佳 役[33][34]
- ハマコクラブキヨコクラブ第17回公演 ウソと真実、両手に持って〜ぬる〜い報道記者の、ゆる〜い戦い〜（2016年）[35]
- ユニバーサル・スタジオ・ジャパソ 上手〜宝くじ当たったんでやります〜「きっと、私は」（2016年）[36]

### 映画
- L♥DK（2014年）3年3組生徒 役[37]

### オリジナルビデオ
- 戦慄ショートショート コワバナ 恐噺 幽霊ホテル（2012年）[38][39]
- コワバナJ 放課後の怪談「PiANO」（2012年）主演[40]

### テレビドラマ
- ワカコ酒　Season2 第11夜（2016年、BSジャパン）焼きとん屋の店員 役[41]

### バラエティ
- 天才てれびくんMAX（2007年 - 2010年、NHK Eテレ）てれび戦士・長谷川あかり 役[1]

### テレビ番組
- キユーピー3分クッキング（2024年）[42]

### CM
- 東進ハイスクール、「全国統一高校生テスト」[2]
- ヤマキ「楽チン鍋」（2024年）[43]

### ネット配信
- ファッションWEBサイトモデル[2]

## 書籍
- クタクタな心と体をおいしく満たす いたわりごはん（2022年11月29日、KADOKAWA）ISBN 978-4046819154
- つくりたくなる日々レシピ（2023年6月14日、扶桑社）ISBN 978-4594094478
- 材料２つとすこしの調味料で一生モノのシンプルレシピ（2023年9月26日、飛鳥新社）ISBN 978-4864109734
- いたわりごはん2 今夜も食べたいおつかれさまレシピ帖（2024年3月1日、KADOKAWA）ISBN 978-4046834850
- 長谷川あかり　DAILY RECIPE　Vol.1 （2024年7月3日、扶桑社）ISBN 978-4594622411
- 水曜日はおうちカレー～クタクタな日こそ、カレーを食べよう。（2024年8月3日、大和書房）ISBN 978-4479921721
- 米とおかず（2024年11月20日、光文社）ISBN 978-4334104801
- 長谷川あかり　DAILY RECIPE　Vol.2 （2024年12月12日、扶桑社）ISBN 9784594623050